# Allenovo pravidlo

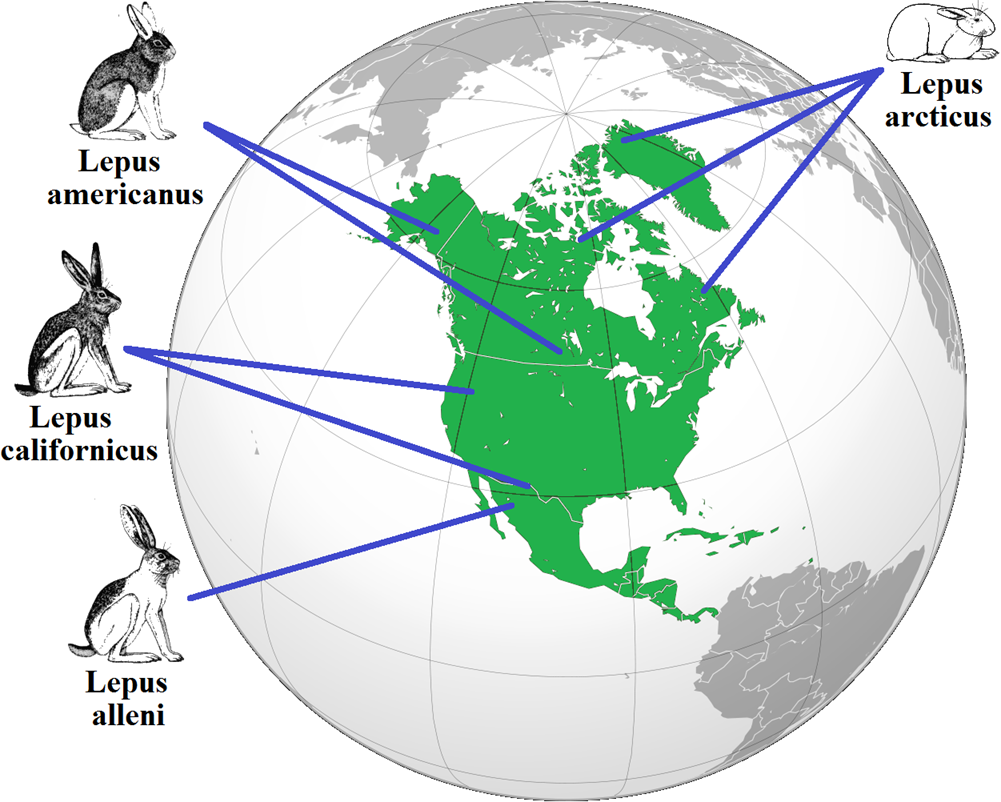
K vysvětlení Allenova pravidla (korelace chladného podnebí s délkou uší a končetin u zajíců)

Allenovo pravidlo je biologické adaptační pravidlo formulované Joelem Asaphem Allenem v roce 1877. Říká, že teplokrevní živočichové z chladných oblastí mají kratší končetiny (a výstupky obecně) než podobní živočichové z teplých oblastí.

## Smysl

Dvě tělesa o stejném objemu (osm krychliček), ale různém povrchu (24 versus 28 čtverečků).

Teoretické zdůvodnění Allenova pravidla je takové, že teplokrevní živočichové se stejným objemem mohou mít různý povrch, což ovlivňuje jejich schopnost termoregulace. V chladném prostředí je větší povrch, pomocí kterého uniká více tepla, nevýhodou. Proto je pro živočichy v chladných oblastech nejlepší mít co nejmenší poměr povrchu k objemu. V teplém prostředí je naopak prioritou zbavovat se přebytečného tepla, aby se živočich nepřehřál. Proto je pro něj lepší mít velký poměr povrchu k objemu.

## Příklady
Příklady jsou známy jak z říše zvířat (například medvědovití, tučňáci), tak v rámci lidských etnik. Například Tutsiové mají protáhlejší tělo (včetně končetin) než Eskymáci.[zdroj?]

## Limity pravidla
Je nutno mít na paměti, že poměr povrchu k objemu je pouze jedním z mnoha faktorů určujících schopnost zbavovat se tepla. Termoregulaci ovlivňuje také schopnost pocení, barva kůže, chování a jiné.
Allenovo pravidlo (podobně jako Bergmannovo pravidlo) tedy nemá absolutní platnost, ale sleduje určitý statistický trend v přírodě.